# Yaşar Giritli
Yaşar Giritli (ur. 1 sierpnia 1969) – turecki bokser, olimpijczyk.

## Kariera amatorska
W 1996 r., Giritli reprezentował Turcję na igrzyskach olimpijskich w Atlancie, rywalizując w kategorii papierowej (do 48 kg.). Odpadł już w swojej pierwszej walce, przegrywając z Tajem Somrotem Kamsingiem.